# Мышление

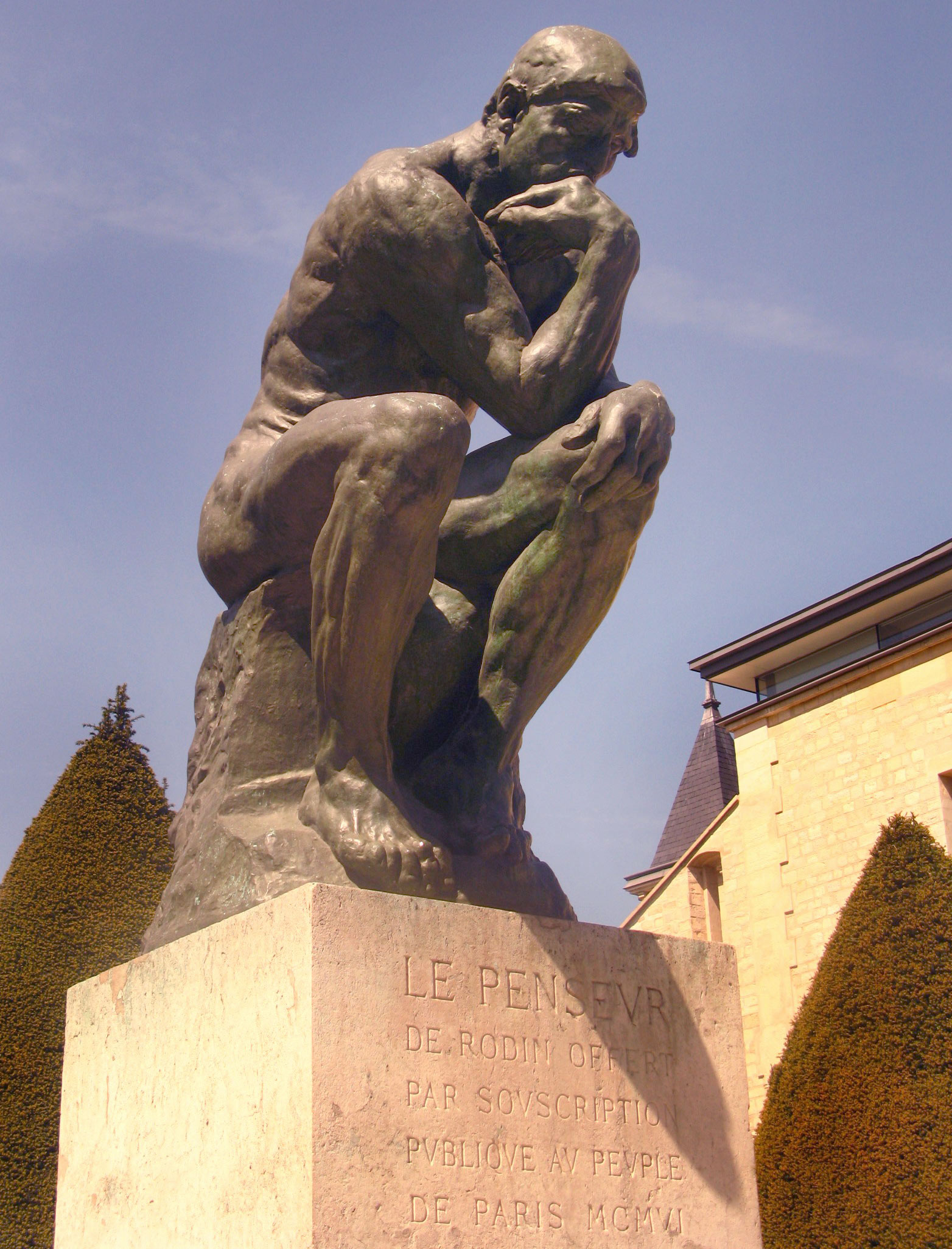
Скульптура Родена «Мыслитель».

Мышле́ние — познавательная деятельность человека. Она является опосредованным и обобщённым способом отражения действительности с точки зрения марксизма.
Результатом мышления является мысль (понятие, смысл, идея, гипотеза). Мышление противопоставляют «низшим» способам освоения мира в форме ощущения или восприятия, которые свойственны в том числе и животным.
Многие философы называли мышление сущностным свойством человека. Так Декарт утверждал: «Я мыслю, следовательно, я существую». Паскаль называл человека мыслящим тростником.
Особенностью мышления является свойство получать знание о таких объектах, свойствах и отношениях окружающего мира, которые не могут быть непосредственно восприняты. Это свойство мышления осуществляется посредством таких умозаключений, как аналогия и дедукция.
Мышление связано с функционированием мозга, однако сама способность мозга к оперированию абстракциями возникает в ходе усвоения человеком форм практической жизни, норм языка, логики, культуры. Мышление осуществляется в многообразных формах духовной и практической деятельности, в которых обобщается и сохраняется познавательный опыт людей. Мышление осуществляется в образно-знаковой форме, основные результаты его активности выражаются здесь в продуктах художественного и религиозного творчества, своеобразно обобщающих познавательный опыт человечества. Мышление осуществляется также в собственной адекватной ему форме теоретического познания, которое с опорой на предшествующие формы приобретает неограниченные возможности умозрительного и модельного видения мира.
Мышление изучается почти всеми существующими научными дисциплинами, являясь в то же время объектом исследования ряда философских дисциплин — логики, гносеологии, диалектики.

## История представлений о мышлении
Уже в античной науке с мышлением была связана установка на выявление не явлений, а сущности, не видимого (данного в чувственном восприятии), а того, что существует на самом деле, — отмечает доктор философских наук, профессор В. М. Розин.
Первым философом, который поставил вопрос о мышлении (ноэзис), был Парменид. Результатом такого мышления может быть как истина, так и мнение.
Процесс мышления Платоном понимается как припоминание того, что душа знала в своей космической жизни, но забыла при вселении в тело. И само мышление, которое он считал главным, когнитивным процессом, по сути является мышлением репродуктивным, а не творческим, хотя он и оперирует понятием интуиция, ведущим для творческого мышления.
Аристотель создал логику — науку о мышлении, в рамках которой он рассмотрел такие составные части мышления, как понятие, суждение и умозаключение. Впоследствии, в эпоху Средневековья, последователи Аристотеля акцентировали своё внимание на такой форме мышления, как силлогизм и дедукция, что привело к созданию «мыслительной машины» Раймунда Луллия.
Мышление для Декарта представало как нечто бестелесное, духовное. Более того, мышление является единственным атрибутом души, и именно это обусловливает постоянность мыслительных процессов, происходящих в душе, то есть она всегда знает о том, что происходит внутри неё. Душа — это мыслящая субстанция (лат. res cogitans), вся сущность или природа которой состоит в одном мышлении. В качестве метода познания Декарт использовал систематическое сомнение.
Спиноза определяет мышление как способ действия мыслящего тела. Из этого определения вытекает и предложенный им способ раскрытия/определения этого понятия. Для того, чтобы определить мышление, необходимо тщательно исследовать способ действий мыслящего тела в отличие от способа действий (от способа существования и движения) тела немыслящего.
Одной из заслуг Канта часто называется различение аналитического и синтетического мышления.
С 90-х годов XX века у всего человечества стали замечать клиповое мышление.

## С точки зрения психологии
В психологии мышление — совокупность умственных процессов, лежащих в основе познания; именно к мышлению относят активную сторону познания: внимание, восприятие, процесс ассоциаций, образование понятий и суждений. В более тесном логическом смысле мышление заключает в себе лишь образование суждений и умозаключений путём анализа и синтеза понятий.
Мышление — опосредованное и обобщённое отражение действительности, вид умственной деятельности, заключающейся в познании сущности вещей и явлений, закономерных связей и отношений между ними.
Мышление как одна из высших психических функций — психический процесс отражения и познания существенных связей и отношений предметов и явлений объективного мира.
По способу решения задач мышление (как психический процесс, биологической целью которого является оптимальное решение возникшей перед индивидуумом проблемы) может быть конвергентным (коррелируется с интеллектом, линейное мышление, приводящее к одному-единственному результату) и дивергентным (коррелируется с творческими способностями, состоит в нахождении множественности вариантов решения проблемы или разноплановом видении одного объекта) Термин конвергентного и дивергентного мышления предложен американским психологом Дж. Гилфордом (1950 г.) и развит Э.Торренсом.

## Операции мышления
- Анализ — разделение предмета/явления на составляющие компоненты.
- Синтез — объединение (возможно разделённых анализом) составляющих предмета/явления с выявлением при этом (существенных) связей.

Анализ и синтез являются основными операциями мышления, на основе которых выстраиваются иные типологические единицы, как то:
- Сравнение — сопоставление предметов и явлений, при этом обнаруживаются их сходства и различия.
- Классификация — группировка предметов по общим признакам (классификация т.о. является формой обобщения).
- Обобщение — объединение предметов по общим (существенным) признакам.
- Конкретизация — выделение частного из общего.
- Абстрагирование — выделение какой-либо одной стороны (аспекта, свойства, качества) предмета или явления с игнорированием других.

Закономерности рассмотренных операций мышления и есть суть основных внутренних, специфических закономерностей мышления. На их основе только и могут получить объяснение все внешние проявления мыслительной деятельности.

## Аллегорическое изображение процесса мышления
Шведский учёный XVIII века Эммануил Сведенборг в своём толковании Библии — «Небесные тайны» — утверждал, что птицы знаменуют мысли, притом водяные птицы — мысли, стремящиеся к чистой научной истине т. д. Современные искусствоведы аллегорическим полотнам подобных изображений присваивают название «аллегория воздуха» (одной из четырёх стихий) или просто «воздух».

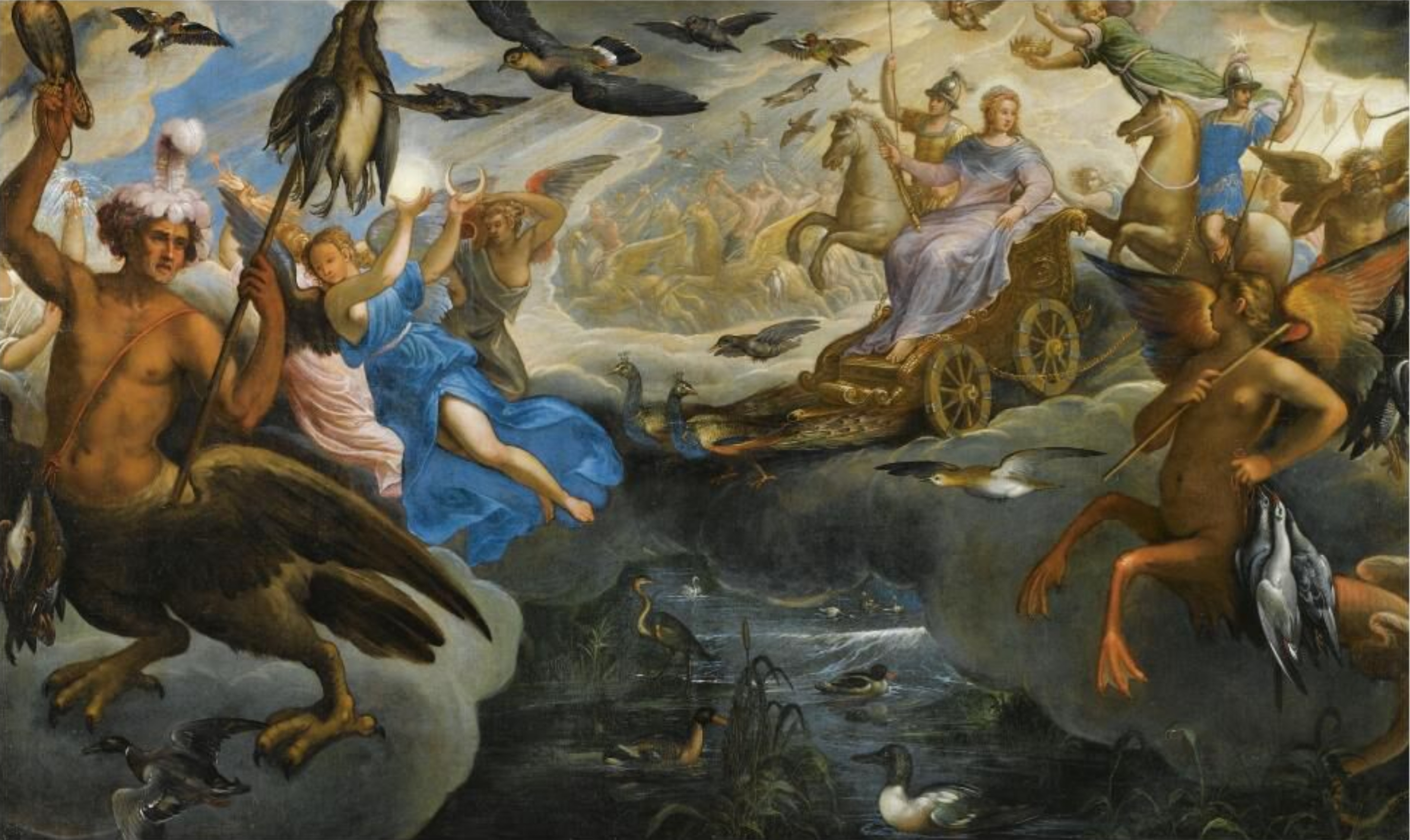
В изображении Паоло Фьяминго (1580-1596)
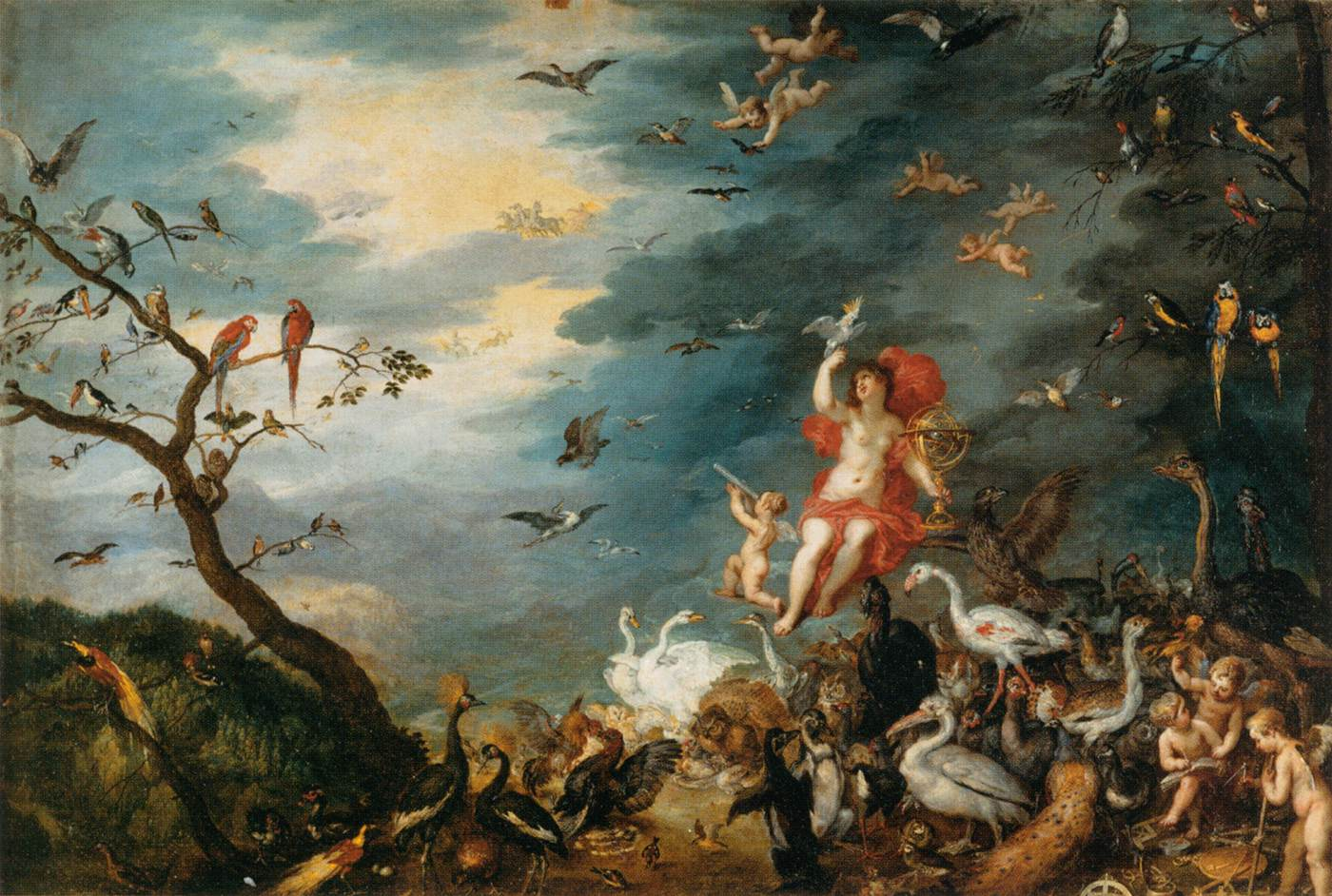
Брейгель Старший (1621, Лувр)
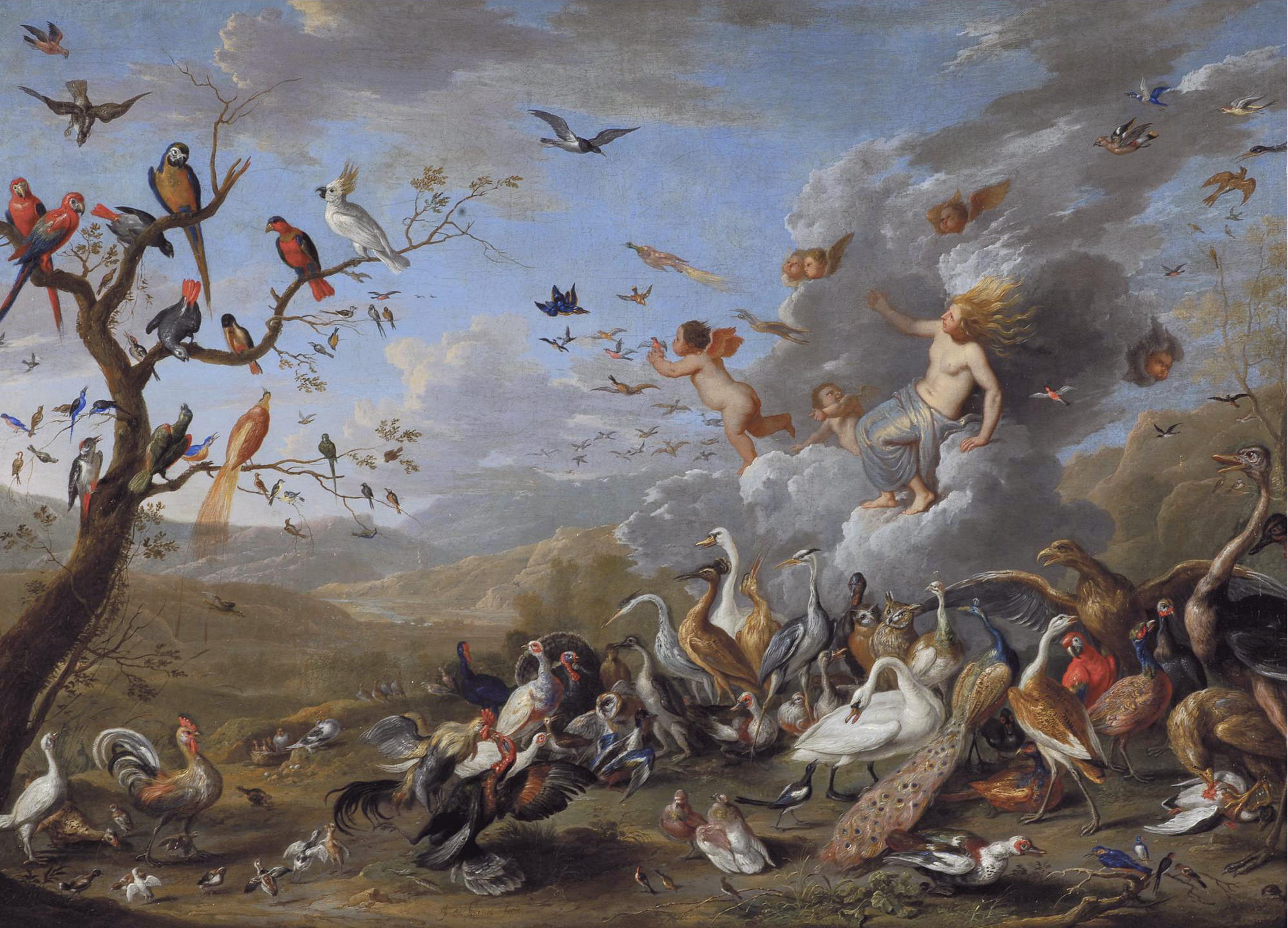
Кессель Старший (1661)
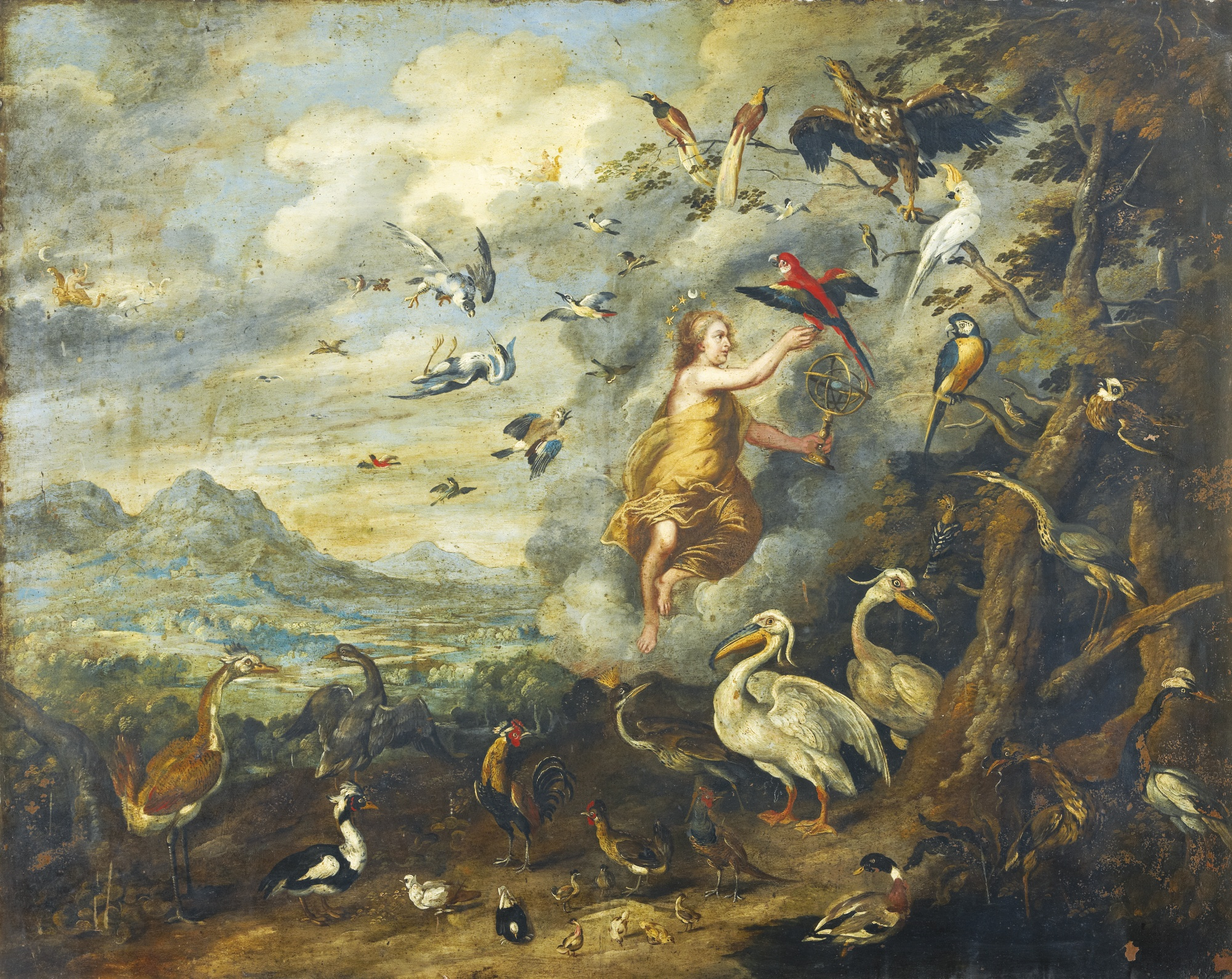
Ателье Брейгеля Младшего (1670-е)
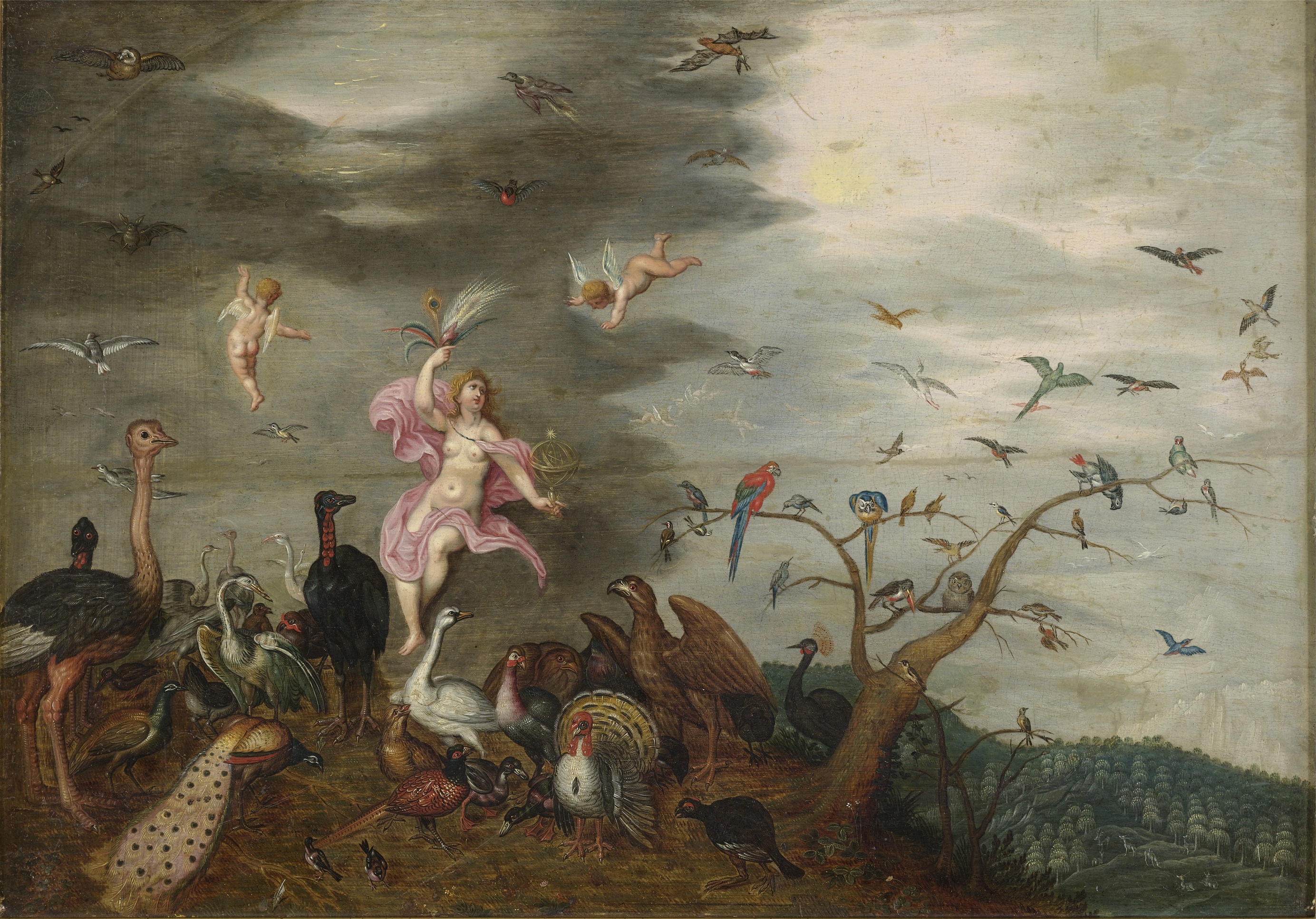
Копист Брейгеля Старшего (XVII век)

## Моделирование
Воспроизведение мышления — цель машинного обучения на основе искусственных нейронных сетей.